# إبراهام مايرز
إبراهام مايرز (بالإنجليزية: Abraham Myers) هو ضابط أمريكي، ولد في 14 مايو 1811 في جورجتاون في الولايات المتحدة، وتوفي في 20 يونيو 1889 في واشنطن العاصمة في الولايات المتحدة.